# Ctenotus septenarius
Ctenotus septenarius là một loài thằn lằn trong họ Scincidae. Loài này được King, Horner & Fyfe mô tả khoa học đầu tiên năm 1988.